# Uvarus pictipes
Uvarus pictipes är en skalbaggsart som först beskrevs av Lea 1899.  Uvarus pictipes ingår i släktet Uvarus och familjen dykare. Inga underarter finns listade i Catalogue of Life.